# Australia Południowa

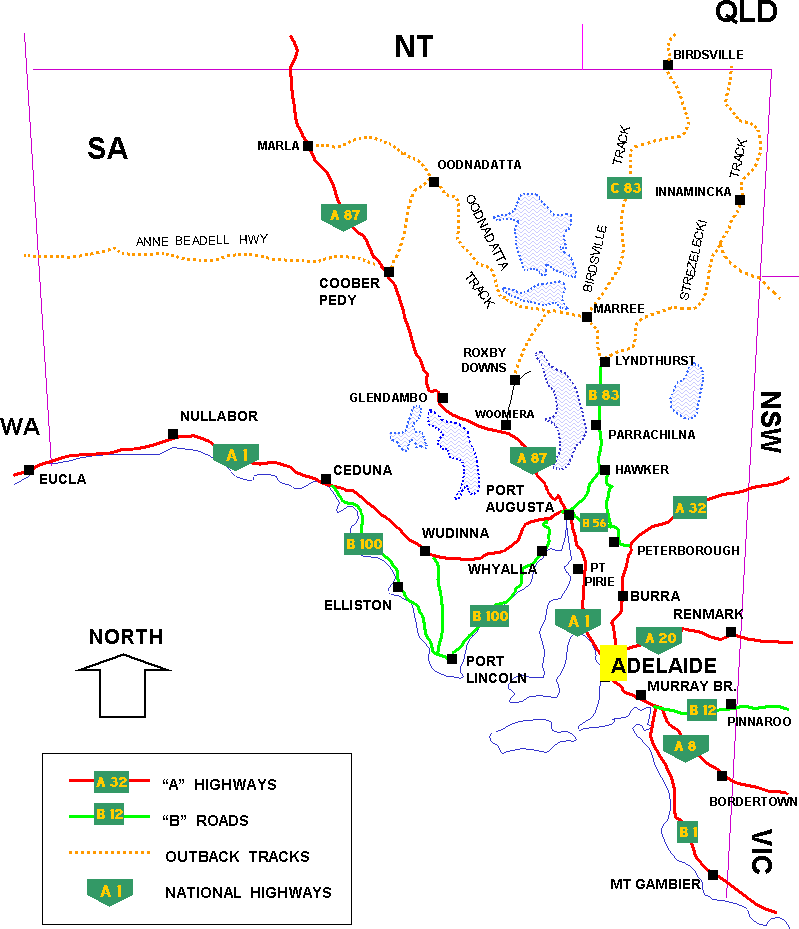
Miasta, osady i drogi na terenie Australii Południowej

Australia Południowa (ang. South Australia) – jeden ze stanów Australii, położony jest w centralno-południowej części kontynentu australijskiego, u brzegów Oceanu Południowego. Ma obszar 1 043 514 km². Stolicą Australii Południowej jest Adelaide, znana jako "City of Churches" (Miasto Kościołów). Australia Południowa została założona jako kolonia Wielkiej Brytanii w 1836 roku i przyłączyła się do Związku Australijskiego (Australii) w 1901. Ludność Południowej Australii to w przybliżeniu 1,60 mln osób (IX 2008), większość z nich mieszka w stolicy stanu, w pobliżu brzegu oceanu i wzdłuż rzeki Murray.

## Historia
Pierwszym Europejczykiem, który zobaczył i opisał brzegi Australii Południowej był Francois Thijssen, kapitan holenderskiego statku Gulden Zeepaert w 1627 roku, Thijssen nazwał ten rejon "Ziemia Pietera Nuytsa" od nazwiska jednego z pasażerów na statku. Całe wybrzeże Południowej Australii zostało zbadane niezależnie od siebie przez dwóch odkrywców i podróżników – Anglika Matthew Flindersa i Francuza Nicholasa Baudina w 1802.
Południowa Australia została zaplanowana jako wolna kolonia (a nie kolonia karna dla zesłańców), w 1835 South Australia Company zaczęła sprzedawać ziemię chętnym osadnikom, sama kolonia została oficjalnie proklamowana w ceremonii pod tzw. The Old Gum Tree 28 grudnia 1836. Kolonizacja Australii Południowej była głównie dziełem Edwarda Gibbona Wakefielda, który opracował własną "teorię kolonizacji" i George’a Fife’a Angasa, który był głównym udziałowcem i posiadał największe obszary ziemi z nowej kolonii.

## Geografia
Obszar Australii Południowej to głównie suche, nieuprawne niziny z kilkoma niewysokimi pasmami górskimi, z których najważniejszym jest Mt. Lofty Ranges, rozciągające się na przestrzeni 800 km od przylądka Jervis do północnego końca jeziora Torrens. Zachodnia część stanu to prawie niezamieszkana nizina Nullarbor. Australia Południowa graniczy z każdym australijskim stanem i terytorium położonym na stałym lądzie z wyjątkiem Australijskiego Terytorium Stołecznego oraz Terytorium Jervis Bay. Terytorium Północne było pierwotnie częścią Australii Południowej, zostało wyodrębnione jako osobna jednostka administracyjna w 1911. Południową granicę stanu stanowi wybrzeże Oceanu Południowego. Przeciętna temperatura w styczniu wynosi +29°C, a w lipcu +15 °C. W najgorętszych miesiącach, styczniu i lutym, temperatura może sięgać aż do +48 °C.

## Demografia
Prawie 4/5 wszystkich mieszkańców stanu skupiają stołeczna Adelaide i kilkanaście niewielkich miasteczek.
Ludność miast na podstawie danych szacunkowych portalu World Gazetteer z początku 2011:
- Adelaide – 1 064,6 tys. mieszkańców
- Mount Gambier – 24,05 tys.
- Gawler – 22,63 tys.
- Whyalla – 20,61 tys.
- Murray Bridge – 14,68 tys.
- Mount Barker – 13,68 tys.
- Crafers-Bridgewater – 13,48 tys.
- Port Lincoln – 13,37 tys.
- Port Augusta – 13,12 tys.
- Port Pirie – 13,04 tys.
- Victor Harbor – 11,68 tys.
- Aldinga Beach – 7,74 tys.
- Goolwa – 7,33 tys.

## Gospodarka
Główne gałęzie przemysłu w Australii Południowej to produkcja samochodów, zboża, wina i wełny, które stanowią także większość eksportowanych towarów. Ponad połowa wina produkowanego w Australii pochodzi z Australii Południowej.
Przemysł ciężki i przetwórczy stanowi ważną część ekonomii Australii Południowej, generuje 15% produktu stanowego brutto i składa się na większość eksportu. Australia Południowa w większym stopniu niż inne stany jest uzależniona od dochodów z eksportu, łączne roczne dochody z tego źródła wynoszą ponad 10 miliardów dolarów australijskich.
Wzrost gospodarczy Australii Południowej był przez dłuższy czas mniejszy od średniej australijskiej (w latach 2002/2003 wzrósł o 2,1%) lecz w ostatnich latach znacznie się poprawił (4,3% w latach 2003/2004). Produkt stanowy brutto Australii Południowej w roku 2004 wyniósł 48,9 miliardów dolarów australijskich:
- Usługi (łącznie z turystyką) – 66,7%
- Przemysł ciężki – 14,2%
- Rolnictwo, leśnictwo i rybołówstwo – 4,5%
- Przemysł wydobywczy – 2,2%
- Inne – 10,7%

## Ustrój polityczny
Australia Południowa jest monarchią konstytucyjną, głową stanu jest monarcha brytyjski, a jego reprezentantem jest gubernator stanu. Ma dwuizbowy parlament składający się z House of Assembly (niższa izba) i South Australia Legislative Council (wyższa izba). Obecnym (2017) premierem stanu jest Jay Weatherill, członek Australijskiej Partii Pracy (partia laburzystowska).
Na początku istnienia stanu gubernatorem był kapitan John Hindmarsh, który miał niemal całkowitą władzę na podległych mu ziemiach (na podstawie Letters Patent otrzymanego od rządu Wielkiej Brytanii, na podstawie którego założono nową kolonię). Był podległy jedynie brytyjskiemu urzędowi ds. kolonii i w początkowej fazie istnienia stanu był to twór całkowicie niedemokratyczny. W 1843 stworzono urząd Legislative Council, który był ciałem doradczym gubernatora, składał się on z trzech osób reprezentujących Anglię i czterech kolonistów nominowanych przez gubernatora, sam gubernator nadal miał w swoich rękach całkowitą władzę wykonawczą i ustawodawczą.
W 1851 r. parlament angielski wprowadził w życie ustawę pod nazwą Australian Colonies Government Act, która pozwoliła na stworzenie w stanach Australii parlamentów, do których mogli być wybierani przedstawiciele kolonistów oraz dała możliwość stworzenia osobnych konstytucji dla poszczególnych kolonii. W tym samym roku odbyły się pierwsze wybory do Legislative Council, głosować w nich mogli tylko zamożni mężczyźni, którzy wybrali 16 przedstawicieli, następnych ośmiu zostało nominowanych przez gubernatora stanu.
Głównym zadaniem pierwszego "parlamentu" było napisanie konstytucji dla Australii Południowej. Nowo powstałe ciało legislacyjne stworzyło projekt najbardziej demokratycznej konstytucji do tamtej pory w ramach imperium brytyjskiego. Założono w niej równość wszystkich wobec prawa – włącznie z biernym i czynnym prawem wyborczym dla kobiet. Australia Południowa została pierwszym stanem w Australii, który umożliwił kobietom głosowanie w wyborach parlamentarnych. Inne główne założenia konstytucji to dwuizbowy parlament. Po raz pierwszy w jakiejkolwiek kolonii brytyjskiej władze wykonawcze i ustawodawcze były wybierane całkowicie przez kolonistów na wzór westminsterski – rząd stanowiła partia, która miała większość w niższej izbie. Australia Południowa przystąpiła do Związku Australijskiego 1 stycznia 1901 roku.

## Wybrane miejsca w Australii Południowej
- Barossa Valley
- Lake Eyre
- Limestone Coast
- Flinders Island
- Granite Island
- Hindmarsh Island
- Kangaroo Island
- Flinders Ranges
- Nullarbor Plain
- Hahndorf